# Sidymella angularis
Sidymella angularis är en spindelart som först beskrevs av Arthur Urquhart 1885.  Sidymella angularis ingår i släktet Sidymella och familjen krabbspindlar. Inga underarter finns listade i Catalogue of Life.